# Dragon's Kiss
Albums de Marty Friedman
Scenes
(1992)
Dragon's Kiss est le premier album studio du guitariste Marty Friedman, sorti en 1988. Album de style metal instrumental/néoclassique, il se distingue par ses structures et ses solos[réf. souhaitée].
La batterie est jouée par Deen Castronovo. Jason Becker apporte sa contribution dans 2 morceaux (Saturation Point et Jewel).

## Personnel
- Marty Friedman – guitare, basse, coproducteur
- Jason Becker – invité guitare solo (pistes 1, 6)
- Deen Castronovo – batterie
- Mike Varney – producteur

## Pistes
| No | Titre                               | Durée |
| -- | ----------------------------------- | ----- |
| 1. | Saturation Point (Friedman, Becker) | 4:53  |
| 2. | Dragon Mistress (Friedman)          | 3:41  |
| 3. | Evil Thrill (Friedman)              | 5:31  |
| 4. | Namida (Tears) (Friedman)           | 2:47  |
| 5. | Anvils (Friedman)                   | 2:38  |
| 6. | Jewel (Friedman, Becker)            | 4:05  |
| 7. | Forbidden City (Friedman)           | 8:18  |
| 8. | Thunder March (Friedman)            | 4:13  |

## Sources
- (en) Cet article est partiellement ou en totalité issu de l’article de Wikipédia en anglais intitulé « Dragon's Kiss » (voir la liste des auteurs).